# Heel de wereld
«Heel de Wereld» —en español: «Todo el mundo»— es una canción compuesta por Benny Vreden e interpretada en neerlandés por Corry Brokken. Participó en el Festival de la Canción de Eurovisión en 1958, representando a Países Bajos.
Corry Brokken también grabó la canción en francés, como «Toi mon cœur, tu sais» («Tú mi corazón, tú sabes»).

## Festival de la Canción de Eurovisión 1958
Esta canción fue elegida como representación neerlandesa en el Festival de Eurovisión 1958 mediante una final nacional. La orquesta fue dirigida por Dolf van der Linden.
La canción fue interpretada octava en la noche del 12 de marzo de 1958, precedida por Italia con Domenico Modugno interpretando «Nel blu dipinto di bu» y seguida por Francia con André Claveau interpretando «Dors, mon amour». Finalmente, recibió 1 punto, quedando en noveno puesto (último) y empatando con Luxemburgo.
Fue sucedida como representación neerlandesa en el Festival de 1959 por Teddy Scholten con «Een beetje», la cual se declaró ganadora de esa edición.

## Letra
Esta canción es del estilo chanson, popular en los primeros años del Festival de Eurovisión. En ésta, la intérprete canta que le quiere decir a todo el mundo «mi secreto», porque está feliz. Se pregunta si quizá el mundo está demasiado ocupado para ser feliz, pero esto no disminuye su alegría. Peculiarmente, nunca explica por qué esta feliz.